# Peter Gaspar
Peter Paul Gaspar (* 20. Juni 1935 in Brüssel; † 27. Juli 2019 in St. Louis) war ein US-amerikanischer Chemiker und emeritierter Professor für Chemie an der Washington University in St. Louis.

## Leben
Gaspar zog 1939 mit seiner Familie von Belgien in die Vereinigten Staaten. Er studierte von 1955 bis 1956 Chemie an der University of California in Los Angeles, erwarb 1957 den Bachelor-Abschluss am California Institute of Technology (Caltech), erhielt 1958 seinen Master-Abschluss an der Yale University und promovierte dort 1961. Als Post-Doktorand war er 1961/62 als NATO-Fellow an der Universität Heidelberg und 1962/63 am Caltech. Seit 1963 lehrte und forschte Gaspar zunächst als Assistant Professor an der Washington University in St. Louis, an der er 1973 eine volle Professur erhielt.
1973 war er Fulbright Lecturer in Lissabon. 1969 bis 1990 forschte er außerdem am Brookhaven National Laboratory.
Schwerpunkt seiner Arbeiten lag auf dem Gebiet der Organosiliziumchemie. Er beschäftigte sich mit reaktiven Zwischenstufen, wie den Silylenen und Carbenen, mit Reaktionsmechanismen, Photochemie, Gasphasenreaktionen freier Atome und Radikale, Archäometrie und metallorganischer Hauptgruppen-Chemie.
1986 erhielt er den Frederic Stanley Kipping Award in siliciumorganischer Chemie.
1965 heiratete er Ann Carole Godwin, mit der er ein Kind hatte. Er war US-Staatsbürger.